# Alto Comissariado das Nações Unidas para os Direitos Humanos
O Alto Comissariado das Nações Unidas para os Direitos Humanos (ACNUDH) (em inglês, Office of the United Nations High Commissioner for Human Rights, OHCHR) é um órgão das Nações Unidas dedicado à promoção e proteção dos direitos humanos garantidos pela legislação internacional e estipulados na Declaração Universal dos Direitos Humanos, de 1948. Foi estabelecido pela Assembleia Geral das Nações Unidas em 20 de dezembro de 1993.
É chefiado pelo Alto Comissário de Direitos Humanos, que coordena as atividades da área de direitos humanos através do Sistema das Nações Unidas e supervisiona o Conselho de Direitos Humanos, em Genebra.
Atualmente o cargo de Alto Comissário é exercido pelo austríaco Volker Türk, que sucedeu em setembro de 2022 a ex-presidente chilena Michele Bachelet.
Em 2008, o orçamento da agência era de US$ 120 milhões, com 1 000 empregados baseados em Genebra.

## Objetivos
Como principal entidade das Nações Unidas encarregada de promover e proteger os direitos humanos para todos, o ACNUDH:
- Trabalha com e auxilia os governos no cumprimento de suas obrigações em matéria de direitos humanos
- Fala objetivamente diante das violações dos direitos humanos em todo o mundo
- Oferece um fórum para identificar, destacar e desenvolver respostas aos desafios atuais dos direitos humanos
- Atua como o principal ponto focal de pesquisa em direitos humanos, educação, informação pública e atividades de advocacia
- Trabalha com uma ampla gama de parceiros para ampliar o eleitorado dos direitos humanos em todo o mundo.

## Lista de altos comissários
| Nome                          | País          | Mandato                                         | Observações                                                              |
| ----------------------------- | ------------- | ----------------------------------------------- | ------------------------------------------------------------------------ |
| José Ayala-Lasso              | Equador       | 20 de dezembro de 1993 - 11 de novembro de 1997 |                                                                          |
| Mary Robinson                 | Irlanda       | 11 de novembro de 1997 - 22 de setembro de 2002 |                                                                          |
| Sérgio Vieira de Mello        | Brasil        | 22 de setembro de 2002 - 19 de agosto de 2003   | Morto nos atentados contra o Hotel Canal, Bagdá, em 19 de agosto de 2003 |
| Bertrand Ramcharan (interino) | Guiana        | 20 de agosto de 2003 - 21 de julho de 2004      |                                                                          |
| Louise Arbour                 | Canadá        | 22 de julho de 2004 - 1 de setembro de 2008     | Não buscou um segundo mandato                                            |
| Navanethem Pillay             | África do Sul | 1 de setembro de 2008 - 31 de agosto de 2014    |                                                                          |
| Príncipe Zeid ibn Ra'ad       | Jordânia      | 1 de setembro de 2014 - 31 de agosto de 2018    |                                                                          |
| Michele Bachelet              | Chile         | 1 de setembro de 2018 - 31 de agosto de 2022    |                                                                          |
| Volkler Türk                  | Áustria       | 12 de setembro de 2022 - atual                  |                                                                          |

## Críticas
Em julho de 2025, o Alto Comissário das Nações Unidas para os Direitos Humanos, Volker Türk, emitiu uma declaração antes de uma Conferência de Alto Nível sobre a Palestina, apelando à pressão internacional sobre o governo israelense para que encerrasse as operações militares em Gaza. Türk descreveu Gaza como "uma paisagem distópica de ataques mortais e destruição total" e relatou que, de acordo com o Ministério da Saúde de Gaza, mais de 200.000 palestinos foram mortos ou feridos desde 7 de outubro, representando aproximadamente dez por cento da população do território.

A jornalista Emma Reilly vazou e-mails em 2020 e 2021 nos quais o ACNUDH forneceu à China, mediante solicitação, nomes de participantes chineses em atividades de direitos humanos da ONU. Isso ocorreu em diversas ocasiões, desde antes de 2012 até pelo menos 2019, apesar da proibição explícita desse tipo de atividade. Em alguns casos, após obter seus nomes previamente da ONU, o Partido Comunista Chinês garantiu que um ativista não pudesse deixar a China para comparecer a Genebra.